# Revuelta de Zayd ibn Ali

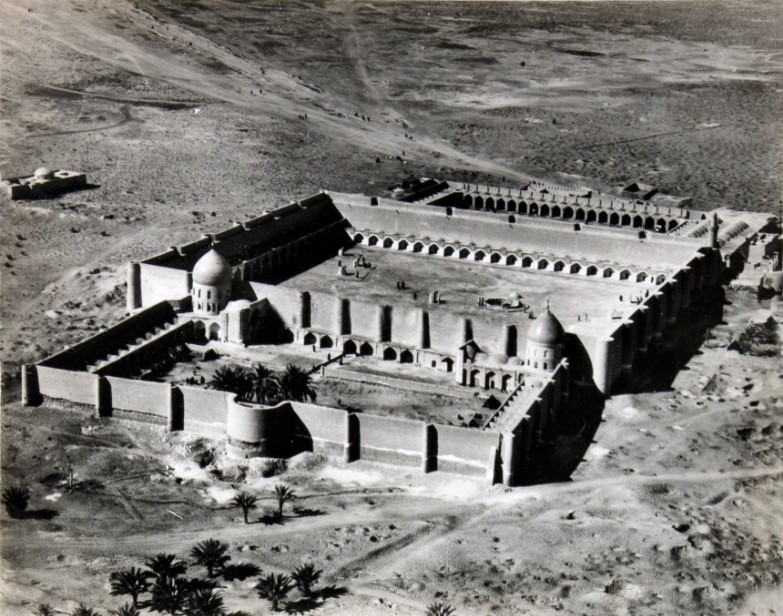
Mezquita de Kufa, Irak

En el año 740, Zayd ibn Ali lideró una rebelión fallida contra el califato omeya, que se había apoderado del califato rashidun desde la muerte de su bisabuelo, Ali . 

## La revuelta
A diferencia de su hermano, Muhammad al-Baqir, el quinto Imam de los chiíes duodecimanos, Zayd ibn Ali creía que el momento era propicio para renovar la rebelión en contra de los califas omeya y en apoyo de las pretensiones de su propio clan, el hachemita. En su viaje a Irak, los pro-alides de Kufa lo persuadieron de que contaba con el apoyo de 10.000 guerreros y que podía expulsar fácilmente a los pocos cientos de soldados omeyas allí estacionados. Kufa había sido anteriormente la capital de su bisabuelo Ali, y el lugar a donde su abuelo Husáin también había ido a buscar apoyo para su propia rebelión en 680. Comenzó su propaganda en Kufa, Basora y Mosul y 15.000 personas se alistaron en su registro militar. El gobernador omeya de Kufa, sin embargo, se enteró del complot y ordenó a la gente que se reuniera en la gran mezquita, los encerró dentro y comenzó una búsqueda de Zayd. Zayd con algunas tropas se abrió paso hasta la mezquita y pidió a la gente que saliera.
Sin embargo, en eventos que reflejaron el abandono a Husáin por parte de los kufanos décadas atrás, la mayor parte de los partidarios de Zayd lo abandonaron y se unieron a los omeyas, dejando a Zayd con solo unas pocas docenas de seguidores y superados en gran número. Los relatos difieren ligeramente sobre las circunstancias de la deserción. Las fuentes sunitas atribuyen la deserción a la negativa de Zayd a hablar mal en contra de los dos primeros califas, Abu Bakr y Úmar, a quienes la mayoría de los chiitas no siguen, forzando en cambio sus propios puntos de vista siguiendo a sus propios imanes. Las fuentes zaydíes, por otro lado, lo atribuyen a la negativa de Zayd a reconocer la autoridad de su sobrino, Ya'far al-Sadiq (el sexto Imam según los chiitas duodecimanos). En ambos relatos, Zayd interpela amargamente a los "rechazadores" (Rāfiḍah) que lo abandonan, una denominación utilizada por algunos sunitas para describir a los chiitas no-zaydíes hasta el día de hoy.    
Fuentes chiitas duodecimanas, como el al-Rijal de al-Kashi, afirman lo contrario, que Zayd llamó a los rechazadores Batriyyah porque aparentemente se negaron a hablar mal de los dos califas. Se dijo que cortaron (Batri) el origen de la causa del levantamiento de Zayd. Sin embargo, las fuentes de hadiz zaydíes no discuten el tema de hablar mal sobre los dos califas. En cambio, simplemente afirman que Zayd los llamó Rechazadores debido a su renuencia a lanzar una rebelión en contra el gobierno omeya. Es probable que las narraciones sunitas y chiitas que se refieren a hablar mal de los califas sean resultado de tensiones sectarias, como ocurre con gran parte de la literatura del hadiz. 
Sin embargo, Zayd siguió luchando. Su pequeño grupo de seguidores fue derrotado completamente por la fuerza omeya que era mucho más grande, y Zayd cayó en batalla cuando una flecha le atravesó la frente. La extirpación de la flecha lo llevó a la muerte. Fue enterrado en secreto en las afueras de Kufa, pero los omeyas lograron encontrar la tumba y, en retribución por la rebelión, exhumaron el cuerpo de Zayd y lo crucificaron. El cadáver permaneció en la cruz durante tres años. Después de la muerte de Hisham, el nuevo califa ordenó que se quemara su cadáver. Las cenizas se esparcieron por el Éufrates. Cuando los abasíes, que, como Zayd, eran hachemitas, derrocaron a los omeyas en 750, a su vez, exhumaron el cuerpo de Hisham, lo crucificaron y lo quemaron, en venganza por Zayd. 

## Consecuencias
La rebelión desesperada de Zayd se convirtió en la inspiración para la secta zaydí ("quintanos"), una escuela del islam chiita que sostiene que cualquier descendiente culto de Ali puede convertirse en imán afirmando y luchando por su declaración como lo hizo Zayd (el resto de los chiitas creen, en contraste, que el Imam debe ser designado divinamente). Sin embargo, todas las escuelas del islam, incluyendo la mayoría sunita, consideran a Zayd como un mártir justo (shahid) contra lo que se considera el liderazgo corrupto de los omeyas. Incluso se informa que Abu Hanifa, fundador de la escuela más grande de jurisprudencia sunita, dio apoyo financiero a la revuelta de Zayd y llamó a otros a unirse a la rebelión de Zayd.    
La rebelión de Zayd inspiró otras revueltas de miembros de su clan, especialmente en el Hiyaz, siendo la más famosa la revuelta de Muhammad al-Nafs az-Zakiyya contra los abasíes en 762. La agitación zaydí continuó hasta 785 y volvió a estallar en Tabaristán bajo el liderazgo del hijo de Zayd, Hasan ibn Zayd ibn Ali. Su rebelión atrajo a muchos partidarios, entre ellos el gobernante de los rostomitas, el hijo de Farīdūn (un descendiente de Rostam Farrokhzād ), Abd ar-Rahman ibn Rustam.     